# Regeringen Vennola I
Regeringen Vennola I var det självständiga Finlands femte regering bestående av Framstegspartiet och Agrarförbundet. Regeringen var en minoritetsregering. Krigsministern var opolitisk. Ministären regerade från 15 augusti 1919 till 15 mars 1920.
J.H. Vennola regerade under ekonomiskt svåra tider och centerkoalitionen föll på frågan om vägfinansiering. Både Vennolas första ministär och den senare regeringen Vennola II råkade dessutom i politiska svårigheter med sina lagförslag till amnestilagar. Justitieminister Hjalmar Kahelin avgick den 30 januari 1920 med anledning av den amnestilag som stadfästes av president Kaarlo Juho Ståhlberg och som Kahelin själv tyckte var alltför generös.
| Minister                                                                     | Ämbetsperiod                    | Parti            |
| ---------------------------------------------------------------------------- | ------------------------------- | ---------------- |
| Statsminister J.H. Vennola                                                   | 15 augusti 1919–15 mars 1920    | Framstegspartiet |
| Utrikesminister Rudolf Holsti                                                | 15 augusti 1919–15 mars 1920    | Framstegspartiet |
| Justitieminister Hjalmar Kahelin                                             | 15 augusti 1919–30 januari 1920 | Framstegspartiet |
| Inrikesminister Heikki Ritavuori                                             | 15 augusti 1919–15 mars 1920    | Framstegspartiet |
| Krigsminister Karl Emil Berg                                                 | 15 augusti 1919–15 mars 1920    | opolitisk        |
| Finansminister Johannes Lundson                                              | 15 augusti 1919–2 mars 1920     | Framstegspartiet |
| Kyrko- och undervisningsminister Mikael Soininen                             | 15 augusti 1919–15 mars 1920    | Framstegspartiet |
| Jordbruksminister Kyösti Kallio                                              | 15 augusti 1919–15 mars 1920    | Agrarförbundet   |
| Biträdande jordbruksminister Eero Hahl                                       | 15 augusti 1919–15 mars 1920    | Agrarförbundet   |
| Minister för kommunikationsväsendet och allmänna arbetena Santeri Pohjanpalo | 15 augusti 1919–15 mars 1920    | Framstegspartiet |
| Handels- och industriminister Eero Erkko                                     | 15 augusti 1919–15 mars 1920    | Framstegspartiet |
| Socialminister Santeri Alkio                                                 | 15 augusti 1919–15 mars 1920    | Agrarförbundet   |
| Livsmedelsminister Karl Johan Mikael Collan                                  | 15 augusti 1919–15 mars 1920    | Framstegspartiet |
| Minister utan portfölj Mikko Luopajärvi                                      | 15 augusti 1919–5 januari 1920  | Agrarförbundet   |

## Fotnoter
1. ↑  
Vennola, Juho Heikki. Finlands nationalbiografi (finska)
2. ↑  Dagboken 30.1. Kristianstadsbladet
3. ↑  5. Vennola Arkiverad 14 november 2012 hämtat från the Wayback Machine. Statsrådet (finska)